# 磔にされた十六人の世界の救い主
『磔にされた十六人の世界の救い主』（The World's Sixteen Crucified Saviors）はカージー・グレイヴス（en:Kersey Graves）が1875年に書いた書物。別名のChristianity Before Christに現れているように、キリスト神話説を説く内容である。
アーチャーリャ・S（D・M・マードック）、トム・ハーパー、ジョン・G・ジャクソンといった後代のキリスト神話説論者にも強い影響を与えている。しかしながらキリスト教と無神論、双方の立場の学者から学問的な裏付けに欠けることが指摘されている。
無神論者団体American Atheistsの初代代表マダリン・マーレー・オヘアは本書のファンであった。
スペインのジャーナリスト、ホセ・アントニオ・ウリャテ・ファボはこの書物がダン・ブラウン著『ダ・ヴィンチ・コード』の種本の一つになった可能性を示唆している。

## 参照
1. ↑  Who was Kersey Graves?
2. ↑  infidels.org
3. ↑  『「反」ダ・ヴィンチ・コード 嘘にまみれたベストセラー』目時能理子訳、早川書房、2006年、176頁